# Fourrée

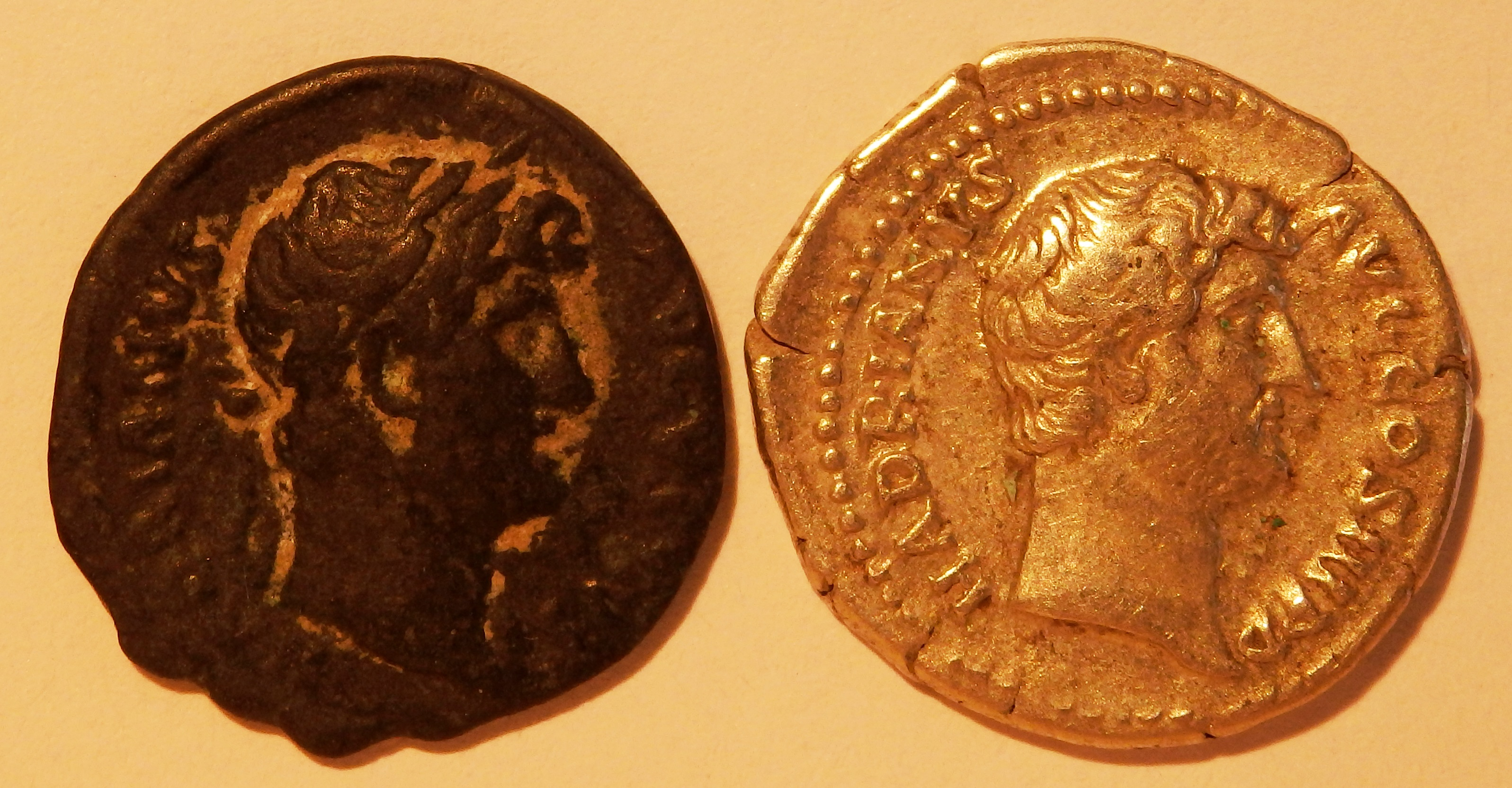
Imagen que muestra una moneda fourré (izquierda), con una moneda original (derecha).

El término numismático fourrée designa a aquellas monedas – a menudo falsificaciones – que poseen un núcleo de metal común recubierto de un metal precioso, lo que impide distinguirlas fácilmente de las monedas de metal sólido a las que imitan. Por regla general, este término suele aplicarse a las monedas forradas en plata de la Edad Antigua, tales como los denarios romanos y los dracmas griegos, aunque también se utiliza ocasionalmente para hacer referencia a las monedas forradas de otras épocas. En ocasiones, y en función de su estado de conservación se puede vislumbrar su núcleo de bronce o de cualquier otro metal. 